# (385446) Manwë
(385446) Manwë – planetoida z Pasa Kuipera, krążąca w rezonansie orbitalnym 4:7 z Neptunem.

## Odkrycie i nazwa
Obiekt został odkryty w 2003 roku i prowizorycznie oznaczony 2003 QW111. Jego średnica wynosi ok. 142 km. Krąży w średniej odległości 43,9 au od Słońca, a na jeden obieg wokół niego potrzebuje ok. 291 lat. Nazwa planetoidy pochodzi od bóstwa z mitologii J.R.R. Tolkiena.

## Naturalny satelita
W lipcu 2006 roku zaobserwowano jej księżyc, który otrzymał nazwę Thorondor (od Króla Orłów z mitologii Tolkiena). Jego średnicę szacuje się na ok. 84 km. Planetoida i księżyc obiegają wspólny środek masy układu w ciągu 110,2 dni. Ze względu na porównywalne rozmiary parę tę można określić mianem planetoidy podwójnej.